# Hell in a Cell (2014)
Hell in a Cell (2014) — шестое по счёту шоу Hell in a Cell, PPV-шоу производства американского рестлинг-промоушна WWE. Шоу прошло 26 октября 2014 года в «Американ Эйрлайнс Центр» в Далласе, Техас, США.

## Создание
Hell in a Cell (2014) является pay-per-view-шоу промоушена WWE, в котором рестлеры участвуют в различных фьюдах и сюжетных линиях. Рестлеры олицетворяют собою злодеев или героев на ринге. Фьюды проходят таким путём, что сначала, на рядовых эпизодах, обстановка накаляется, а уже на самих праздниках рестлинга тот или иной фьюд как правило подходит к своему логическому завершению.
Билеты на это шоу поступили в продажу в конце июля.

## Предыстория
После месячного перерыва Дин Эмброус вернулся на PPV Night of Champions, напав на Сета Роллинса. Позже на PPV Night of Champions Джон Сина победил Брока Леснара по дисквалификации в одиночном матче за титул Чемпиона мира в тяжёлом весе WWE после того, как Роллинс напал на Сину. Затем Роллинс попытался использовать контракт «Деньги в Банке» на Леснаре, но был остановлен Синой. На Raw от 29 сентября Сина и Эмброус победили Рэнди Ортона и Кейна по дисквалификации после того, как Роллинс напал на Эмброуса. На Raw от 6 октября Сина победил Роллинса, Ортона и Кейна по дисквалификации в гандикап-матче. Затем главный операционный директор Игрок объявил, что на PPV Hell in a Cell Джон Сина встретится с Дином Эмброусом в одиночном матче, победитель которого тем же вечером сразится с Сетом Роллинсом в матче «Ад в Клетке». На SmackDown! от 10 октября в ходе сегмента Миз ТВ Мизом было объявлено, что это будет матч без правил с контрактом на шесте. На Raw от 13 октября Игрок заявил, что матч между Синой и Эмброусом состоится именно в этот вечер, как главное событие, и победитель столкнётся с Роллинсом на PPV Hell in a Cell. Позже на Raw Ортон был представлен Игроком, как соперник на матч против проигравшего в поединке с контрактом на шесте, которые также будут сражаться в матче «Ад в Клетке» на PPV Hell in a Cell. Эмброус выиграл в матче против Сины. Таким образом, на PPV Hell in a Cell Эмброус встретится с Роллинсом, а Ортон будет выступать против Сины. На Raw от 20 октября Игрок объявил, что победитель в поединке между Синой и Ортоном станет претендентом № 1 на титул Чемпиона мира в тяжёлом весе WWE.
На PPV SummerSlam Никки Белла напала на Бри Беллу во время её матча против Стефани Макмэн. На Raw от 13 октября во время эксклюзивного сегмента на официальном сайте WWE Никки прервала интервью Бри и заявила, что они столкнутся друг с другом в том случае, если проигравшая в матче станет личным помощником победителя на месяц. Но если проигравшая не выполнит это обязательство, то она должна покинуть WWE. Таким образом, на PPV Hell in a Cell Никки Белла встретится с Бри Белла в одиночном матче.
На Raw от 22 сентября Миз проиграл Дольфу Зигглеру и уступил титул Интерконтинентального чемпиона WWE. После этого Миз начал враждовать с Чемпионом Соединённых Штатов WWE Шеймусом. Сначала он провёл несколько командных поединков со своим «дублёром» Дэмиеном Миздоу против Шеймуса и Зигглера. На Raw от 6 октября Миз победил Шеймуса после вмешательства Дэмиена Миздоу. На Raw от 13 октября Миз победил Шеймуса по отсчёту. 14 октября на официальном сайте WWE появилась информация, что Шеймус будет защищать свой титул против Миза на PPV Hell in a Cell.
С момента своего дебюта в основном ростере Русев оставил большой след, победив всех, кто бросал ему вызов и отвечал клеветой на замечания его менеджера Ланы касательно Америки. Русеву удалось победить Биг И, Джека Сваггера и Марка Хенри. После поражения Хенри его партнер по команде Биг Шоу начал фьюд с Русевым после того, как он нокаутировал Русева и выкинул его из ринга. На Raw от 29 сентября Биг Шоу сорвал российский флаг, что привело к публичным извинениям со стороны WWE и временному отсутствию Биг Шоу сроком на неделю. 14 октября на официальном сайте WWE появилась информация, что Биг Шоу столкнётся с Русевым на PPV Hell in a Cell.
На PPV Night of Champions Эй Джей Ли победила Пэйдж и выиграла титул Чемпионки Див в матче «Тройная угроза», в котором также принимала участие Никки Белла. На Raw от 29 сентября Пэйдж и Алисия Фокс напали на Эй Джей Ли после того, как Фокс победила Эй Джей. На Raw от 6 октября Пэйдж и Фокс победили Эй Джей Ли и Эмму. На SmackDown! от 10 октября Эй Джей победила Фокс, после чего Эй Джей Ли и Пэйдж напали друг на друга. На Raw от 13 октября Эй Джей и Лейла победили Пэйдж и Фокс. На SmackDown! от 17 октября Эй Джей Ли победила Лейлу, после чего Пэйдж атаковала Эй Джей. 20 октября на официальном сайте WWE появилась информация, что Эй Джей Ли будет защищать свой титул против Пэйдж на PPV Hell in a Cell.
На PPV Night of Champions Голдаст и Стардаст победили Братьев Усо (Джимми и Джей) и выиграли титул Командных чемпионов WWE. На SmackDown! от 26 сентября Братья Усо победили Голдаста и Стардаст по дисквалификации в титульном матче-реванше. Следующие недели две команды были задействованы в поединках 3x3, в которых побеждали Братья Усо. 20 октября на официальном сайте WWE появилась информация, что Голдаст и Стардаст будут защищать титул Командных чемпионов WWE против Братьев Усо на PPV Hell in a Cell.
На Raw от 22 сентября Дольф Зигглер победил Миза и выиграл титул Интерконтинентального чемпиона WWE. На SmackDown! от 26 сентября Сезаро выиграл Королевскую битву и стал претендентом № 1 на титул Интерконтинентального чемпиона WWE. Тем же вечером состоялся поединок между Зигглером и Сезаро за титул Интерконтинентального чемпиона WWE, в котором победил Зигглер. При удержании Сезаро держался за нижний канат, но судья это не увидел. На Raw от 29 сентября Зигглер успешно защитил свой титул в матче «Тройная угроза» против Миза и Сезаро. На Raw от 20 октября Сезаро победил Зигглера в нетитульном матче. На SmackDown! от 24 октября Зигглер успешно защитил свой титул против Сезаро. Тем же вечером было объявлено, что Дольф Зигглер будет защищать титул Интерконтинентального чемпиона WWE против Сезаро по правилам «2 из 3 фоллов» на PPV Hell in a Cell.
На PPV Hell in a Cell Kickoff состоится специальная трансляция «Миздоу ТВ», где гостем станет Миз.

## Матчи
| №                                | Матч                                                              | Тип матча | Время |
| -------------------------------- | ----------------------------------------------------------------- | --- | ----- |
| Kickoff                          | Марк Хенри победил Бо Далласа                                     | Одиночный матч | 00:38 |
| 1                                | Дольф Зигглер (с) победил Сезаро со счётом 2-0                    | Одиночный матч «2 из 3 фоллов» за титул интерконтинентального чемпиона WWE (англ. 2-out-of-3 falls match)                 | 12:15 |
| 2                                | Никки Белла победила Бри Беллу                                    | Одиночный матч Проигравшая должна стать личным помощником победителя на 30 дней                                           | 06:21 |
| 3                                | Голдаст и Стардаст (c) победили Братьев Усо (Джимми и Джей)       | Командный матч за титул командных чемпионов WWE                                                                           | 10:21 |
| 4                                | Джон Сина победил Рэнди Ортона                                    | Матч «Ад в Клетке» (англ. Hell in a Cell match) за право стать претендентом № 1 на титул чемпиона мира в тяжёлом весе WWE | 25:57 |
| 5                                | Шеймус (c) победил Миза (с Дэмиеном Миздоу)                       | Одиночный матч за титул чемпиона Соединённых Штатов WWE                                                                   | 08:18 |
| 6                                | Русев (с Ланой) победил Биг Шоу (с Марком Хенри)                  | Одиночный матч | 07:54 |
| 7                                | Эй Джей Ли (c) победила Пэйдж (с Алисией Фокс) по болевому        | Одиночный матч за титул чемпионки див                                                                                     | 06:49 |
| 8                                | Сет Роллинс (с Джэми Ноблом и Джои Меркюри) победил Дина Эмброуса | Матч «Ад в Клетке» | 13:50 |
| (c) — чемпион на момент поединка |                                                                   | |       |